# Edoardo Travi
Edoardo Travi (Savona, 25 maggio 1920 – Varazze, 8 giugno 2006) è stato un poeta italiano, considerato tra i maggiori esponenti della poesia e cultura savonese nel dopoguerra.

## Biografia
Esercitò l'insegnamento in qualità di Maestro elementare, partecipò attivamente come membro alle attività dell'associazione “A Campanassa” e praticò anche il giornalismo.

Iniziò nel 1946 come corrispondente sportivo per varie testate ("Savona sportiva", "Eco del ponente", "L'Unità") poi, per circa un ventennio, fu redattore provinciale del quotidiano “Il Lavoro” di Genova, corrispondente de L’Avanti di Milano e de "La Stampa" di Torino.

Fu inoltre presentatore della rubrica di cultura, folclore e dialetto ligure "Remesciandu pe a cà" trasmessa dagli schermi di Savona TV dal 3 ottobre 1977 al 31 dicembre 1983.

Sostenne con grande amore la diffusione della cultura popolare e del dialetto savonesi.

## Opere
- 1977, "Pe i vegi caroggi de Sann-a"
- 1978, "Sentî parlâ de Sann-a"
- 1981, "Remesciandu pe a cà"
- 1979, "Breve storia di Savona"
- 1983, "C'è una volta. Filastrocche al chiar di luna"
- 1985, "Xoan âti i ciumbin"